# St. Andreas und St. Jakobus (Gützingen)

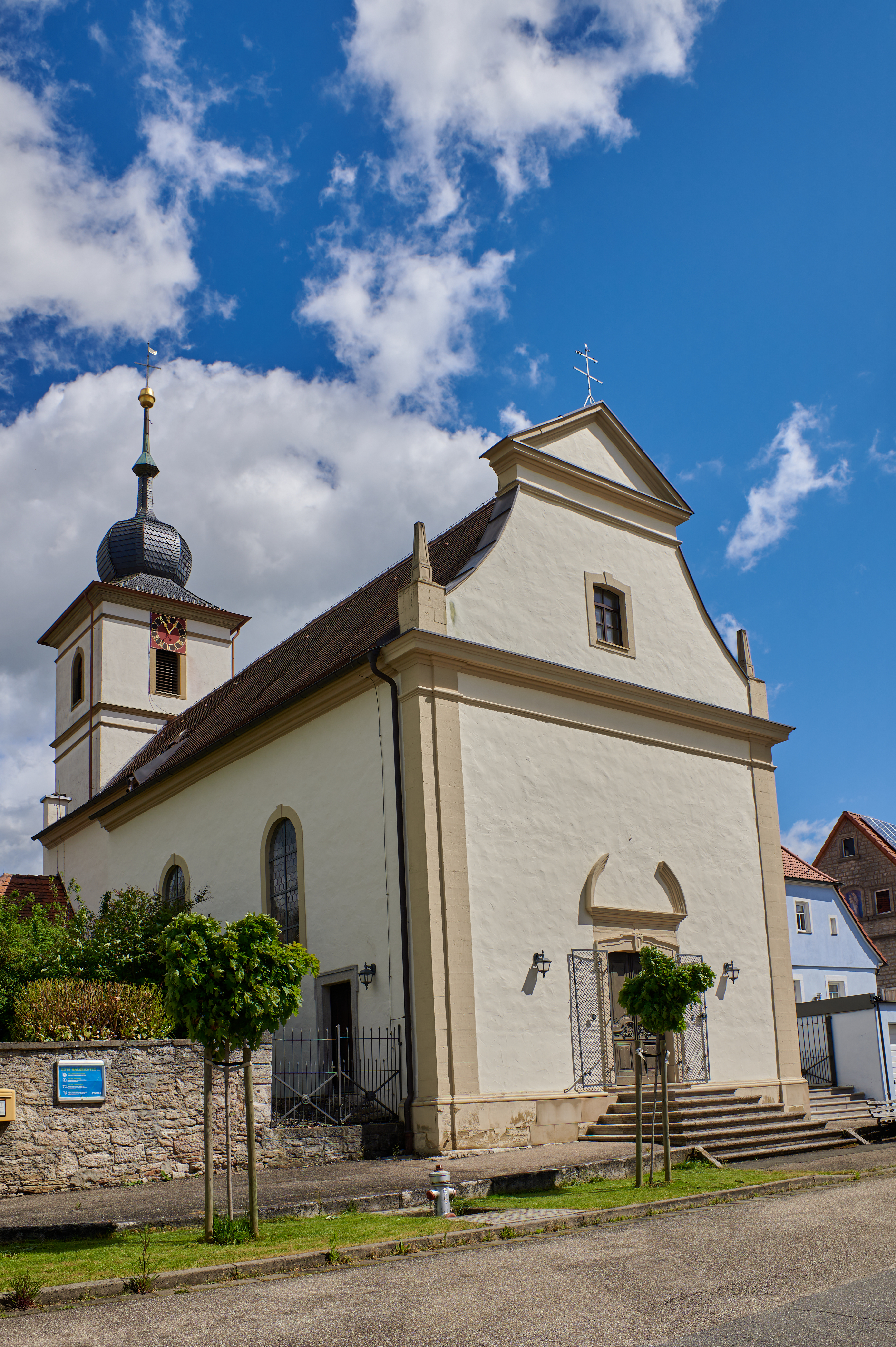
St. Andreas und St. Jakobus (Gützingen)

Die römisch-katholische denkmalgeschützte Kirche St. Andreas und St. Jakobus steht in Gützingen, einem Gemeindeteil des Marktes Bütthard im Landkreis Würzburg (Unterfranken, Bayern). Das Bauwerk ist unter der Denkmalnummer D-6-79-122-60 als Baudenkmal in der Bayerischen Denkmalliste eingetragen. Die Kuratie gehört zur Pfarreiengemeinschaft Giebelstadt-Bütthard im Dekanat Ochsenfurt des Bistums Würzburg.

## Beschreibung
Der 1792 mit einer Zwiebelhaube bedeckte Kirchturm, der auf einen Chorturm aus dem 17. Jahrhundert zurückgeht, steht im Norden des eingezogenen Chors, an den sich nach Süden das Langhaus anschließt. Die Fassade im Süden ist mit Lisenen an den Ecken und einem Schweifgiebel versehen, der von einem Tympanon gekrönt wird. Die Kirchenausstattung, u. a. der Hochaltar, stammt aus der Hofspitalkirche in Würzburg. Das mit den Vierzehn Nothelfern bemalte Altarretabel hat Oswald Onghers 1682 geschaffen. Die Orgel auf der Empore hat 9 Register, 2 Manuale und ein Pedal und wurde 1915 von G. F. Steinmeyer & Co. gebaut.